# Obligation alimentaire
 (août 2024).
L'obligation alimentaire est l'obligation légale de fournir à un membre de sa famille dans le besoin l'aide matérielle indispensable pour vivre. 

## En droit français
L'obligation alimentaire en France est fixée par les articles 205 à 207 du Code civil.

## En droit québécois
En droit québécois, l'obligation alimentaire est fixée par l'art. 585 du Code civil du Québec et par les articles 15.1 et 15.2 de la loi sur le divorce.